# Trachelomonas bulla
Trachelomonas bulla is een soort in de taxonomische indeling van de Euglenozoa. Deze micro-organismen zijn eencellig en meestal rond de 15-40 mm groot. Het organisme komt uit het geslacht Trachelomonas en behoort tot de familie Euglenaceae. Trachelomonas bulla werd in 1926 ontdekt door F. Stein in Deflandre.